# دوره هشتم مجلس نمایندگان افغانستان
دوره هشتم مجلس نمایندگان افغانستان در سال ۱۳۳۱ گشایش یافت و در سال ۱۳۳۳ این دوره مجلس به پایان رسید.

## اقدامات
در این دوره مجلس دولت دموکراسی مجلس قبلی را پس گرفت. گروهی از محافظه کاران در داخل و بیرون از خانواده سلطنتی آزادی‌های موجود در کشور را محدود ساختند. برخی اقدامات سرکوبگرایانه دولت در این دوره را، نگرانی محافظه کاران و خانواده سلطنتی از اتفاقاتی که در ایران در حال رخ دادن بود می‌دانستند. در آن مقطع، دولت ملی‌گرای محمد مصدق روی کار آمد و محمدرضا پهلوی پادشاه ایران کشور را ترک کرد و در ایران مجسمه‌های وی در خیابان‌ها سرنگون شده بود. این تحولات در ایران خوف از آزادی‌های دموکراسی را در دل خانواده‌های سلطنتی و محافظه‌کاران تقویت کرد و فضایی را به وجود آوردند تا شاه محمود خان اصلاحات سیاسی که آورده بود را پس بگیرد. انتخابات این دوره مجلس با مداخله آشکار حکومت برگزار شد. دولت شهروندان کابلی که علیه وضع موجود دست به تظاهرات زده بودند و مدعی تقلب در انتخابات بودند را سرکوب کرد. رهبران گروهای مخالف به زندان انداخته، آزادی مطبوعات لغو و نشر جراید ملی منع شد. عبدالحی حبیبی در آن زمان به پاکستان مهاجرت کرد و به نشر روزنامه جمهوری افغانستان که منتقد دولت افغانستان بود پرداخت. اشخاص دیگری همچون میر غلام محمد غبار نیز به زندان انداخته شدند. با این حال نمایندگان دوره هشتم مجلس زیر انتقاد و اعتراضات شدید وارد مجلس شدند. این دوره مجلس پس از پایان جنگ جهانی دوم تشکیل شد و بسیاری از کشورها شاهد تحولات اجتماعی - سیاسی سریع و همه گیر بود. با وجود کنار کشیده شدن جنبش‌های روشنفکری توسط دولت باز هم رژیم حاکم مجبور شد تن به اصلاحاتی دهد و از همین رو شاه محمود خان از مقام صدارت استعفا داد و دولت محمد داوود خان روی کار آمد. وی پس از تشکیل کابینه خود به پارلمان حضور یافت و خط مشی خود را برای نمایندگان قرائت کرد و این عمل را نماد واقعی دموکراسی قلمداد کرد.

### اجرات تقنینی
- تصویب برخی از مصوبات مرتبط با مسائل داخلی و خارجی کشور

### کمیسیون‌ها
- کمیسیون وثایق
- کمیسیون امور مالی
- کمیسیون امور داخله
- کمیسیون امور قبایلی
- کمیسیون امور خارجه
- کمیسیون دفاع ملی
- کمیسیون معارف

## هیئت اداری
در این دوره مجلس نمایندگان اعضای هیئت رئیسه را انتخاب کردند.
رئیس: عبدالرشید خان (نماینده نهرسراج قندهار)
معاون اول: محمد کبیر خان عزیزی (نماینده غوربند حکومت اعلی پروان)
معاون دوم: محمد عثمان خان (نماینده رودات ولایت مشرقی)
منشی اول: محمد علیخان قاضی زاده (وکیل پشتون زرغون/سبزوار ولایت هرات)
منشی دوم: لعل گل خان فریاد (نماینده از ولایت جنوبی)
مامور تحریرات: محمد داوود
مدیر کمیسیون‌ها: سید سلطان خان احمدی و محمد عمر خان جاجی